# Trachysphaera lobotarsus
Trachysphaera lobotarsus är en mångfotingart som först beskrevs av Carl Graf Attems 1943.  Trachysphaera lobotarsus ingår i släktet Trachysphaera och familjen Doderiidae. Inga underarter finns listade i Catalogue of Life.